# Sophie Friederike zu Mecklenburg

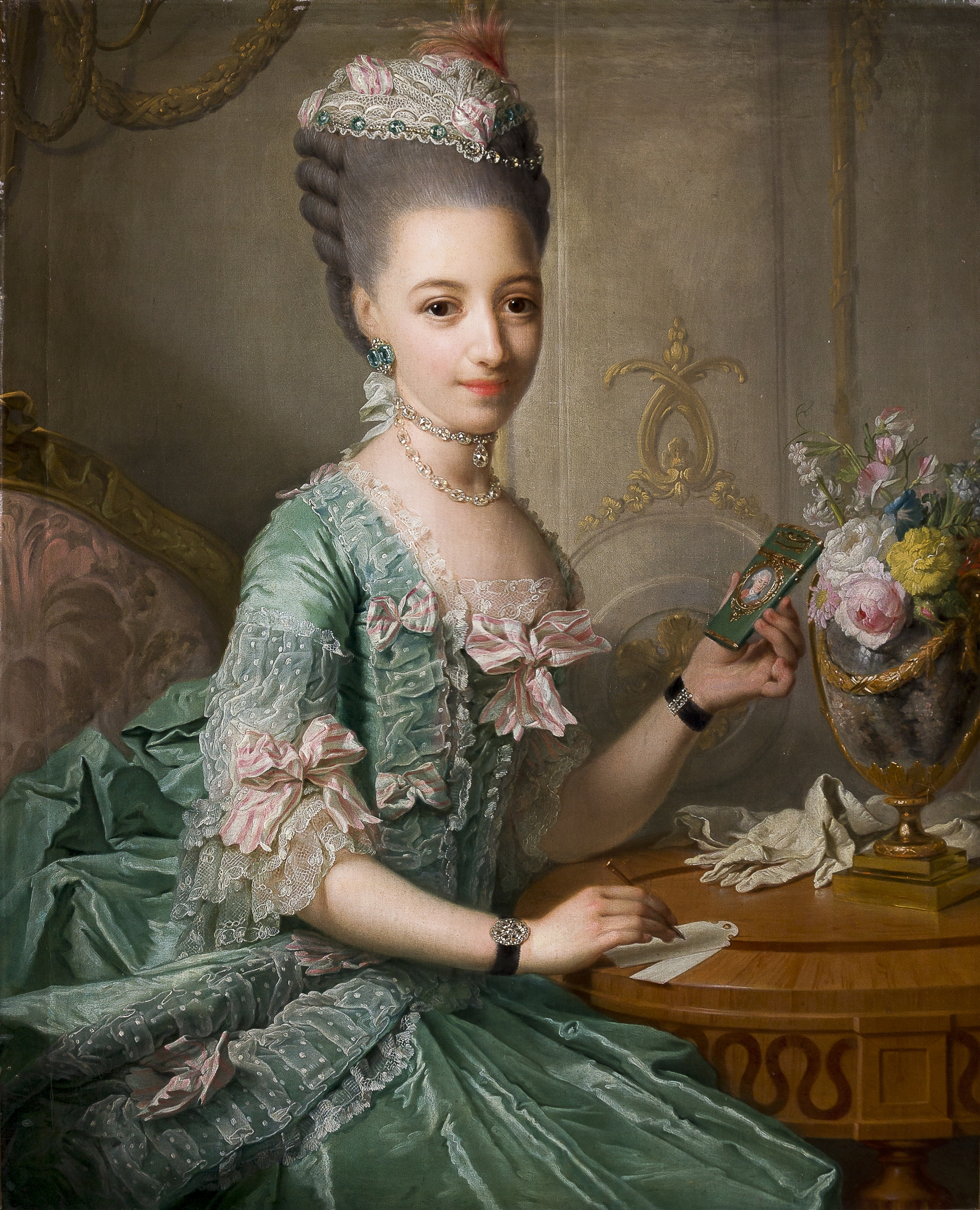
Georg David Matthieu: Sophie Friederike zu Mecklenburg-Schwerin (ca. 1774)

Sophie Friederike, Herzogin zu Mecklenburg (-Schwerin) (* 24. August 1758 in Schwerin; † 29. November 1794 auf Schloss Sorgenfri bei Kopenhagen) war Prinzessin von Dänemark.

## Leben
Sophie Friederike war die einzige Tochter des Herzogs Ludwig zu Mecklenburg (1725–1778) und dessen Ehefrau Charlotte Sophie (1731–1810), Tochter des Herzogs Franz Josias von Sachsen-Coburg-Saalfeld. Ihr älterer Bruder war Friedrich Franz I.
Am 21. Oktober 1774 fand in Kopenhagen die Hochzeit mit dem Erbprinzen Friedrich von Dänemark statt. Er war der Sohn des Königs Friedrich V. von Dänemark und Norwegen (1723–1766) und dessen zweiter Ehefrau Juliane (1729–1796), Tochter des Herzogs Ferdinand Albrecht II. von Braunschweig-Wolfenbüttel.
Aus der Ehe stammen folgende Kinder:
- Juliane Marie (*/† 1784)
- Christian VIII. (1786–1848), König von Dänemark (1839–1848)
- Juliane Sophie (1788–1850); ⚭ 1812 Landgraf Wilhelm von Hessen-Philippsthal-Barchfeld
- Louise Charlotte (1789–1864); ⚭ 1810 Landgraf Wilhelm von Hessen-Kassel-Rumpenheim
- Friedrich Ferdinand (1792–1863), 1848–1863 Kronprinz von Dänemark; ⚭ 1829 Caroline, Tochter von König Friedrich VI. von Dänemark